# 민스크 협정
민스크 협정(우크라이나어: Мінське перемир'я, 러시아어: Минское соглашение)은 2014년 9월 5일 우크라이나와 러시아, 도네츠크 인민 공화국(DPR), 루간스크 인민 공화국(LPR) 사이에 서명한 돈바스 전쟁의 정전 협정이다. 이 협정은 유럽 안보 협력 기구(OSCE)의 중재 아래 벨라루스의 민스크에서 서명했다. 이 협정은 기타 돈바스 전쟁의 여러 협정과 마찬가지로 즉시 정전이 발효되었다. 하지만, 이 협정은 돈바스 전쟁을 완전히 멈추는 데에는 실패했다.

## 협정 체결 과정 및 조인
이 협정은 우크라이나, 러시아, OSCE의 대표 3명으로 구성된 우크라이나 삼자 연락 그룹이 계획했다. 이 단체는 남동부 우크라이나의 평화를 추진하고자 할 목적으로 2014년 6월에 설립했다. 또한, 도네츠크 인민 공화국과 루간스크 인민 공화국과도 함께 7월 31일, 8월 26일, 9월 1일, 9월 5일에 계속 회의했다. 9월 5일에 서명한 협정의 세부 사항은 6월 20일 우크라이나의 대통령 페트로 포로셴코가 제안했던 15개 평화 계획과 닮은 점이 많았다. 이 협정에 서명한 사람은 다음과 같다.
- 스위스 외교관이자 OSCE 대표인 하이디 탈리아비니
- 우크라이나의 전 대통령이자 우크라이나 대표인 레오니드 쿠치마
- 우크라이나 주재 러시아 대사이자 러시아 대표인 미하일 주라보프
- 도네츠크 인민 공화국(DPR)과 루간스크 인민 공화국(LPR)의 대표인 알렉산드르 자하르첸코와 이고리 플로트니츠키

## 협정 내용

양 국의 통제 지역 및 완충지대를 그린 지도.

민스크 협정은 12개 항목으로 구성되어 있다.
1. 즉시 양자 간 휴전을 시작한다.
2. 즉시 OSCE를 통한 휴전 모니터링과 검증을 시작한다.
3. 우크라이나의 "도네츠크주와 루한스크주 일부 지역의 지방 정부 임시 제한 조치에 관한 법률"(도네츠크/루한스크 특수 지위 법률)의 채택을 포함한 권력 분권화
4. 우크라이나-러시아 국경 지대에 안전지대를 만들고 OSCE의 우크라이나-러시아 국경의 영구 모니터링과 확인을 시작한다.
5. 즉시 불법 구류되거나 납치된 모든 사람을 풀어준다.
6. 도네츠크와 루한스크 주의 일부 지역에서 발생한 사건과 관련된 사람의 기소와 처벌을 막는 법을 제정한다.
7. 포괄적인 국가적 대화는 계속한다.
8. 돈바스 지역의 인권 상황을 개선하기 위한 조치를 실행한다.
9. 우크라이나의 "도네츠크주와 루한스크주 일부 지역의 지방 정부 임시 일부 제한 조치에 관한 법률"(도네츠크/루한스크 특수 지위 법률)에 따라 도네츠크 주와 루한스크 주의 일부 지역에서 조기 지방선거를 확립한다.
10. 우크라이나 내에서 불법 무장 단체, 군사 장비 뿐 아니라 모든 군인 및 용병을 철수시킬 것.
11. 돈바스 지역의 경제 회복 및 복구 프로그램을 실행한다.
12. 이 협의에 참가한 사람 개개인의 보안을 지원한다.

## 후속 각서
민스크 협정이 체결된지 2주 후, 양측은 휴전을 어기면서 계속 충돌이 일어났다. 민스크의 회담이 계속되어 2014년 9월 19일에는 후속 민스크 의정서가 만들어졌다. 이 각서는 앞선 협정을 명확히 이행하라는 의미의 내용이다. 여기서 일부 평화를 위한 조치에 동의했다.
- 중무기를 전선 30km 뒤로 후퇴시키며, 양 측 전선 사이 30km 크기의 완충지대를 만든다.
- 공세 작전을 금지한다.
- 안전지대 너머 전투기의 비행을 금지한다.
- 분쟁 지역 내의 모든 외국인 용병을 후퇴시킨다.
- 민스크 협정 이행을 감시하는 OSCE 임무를 이행한다.

## 효과
후속 각서가 채결된 이후, 2차 도네츠크 국제공항 전투가 일어났고 양 측은 서로 휴전 협정을 위반했다고 비판했다. 10월 말, 도네츠크 인민 공화국의 총리이자 협정에 서명했던 알렉산드르 자하르첸코는 자신의 군사가 2014년 7월달에 우크라이나 정부군에게 잃었던 영토를 탈환할 것이며, 인민 공화국군은 기꺼이 "치열한 전투"를 치룰 것이라고 말했다. 이후, 그의 말을 잘못 전달했다고 말하며 그는 이 의미가 "평화로운 방법"을 통해 지역을 탈환할 것이라고 말했다. 도네츠크 인민 공화국과 루간스크 인민 공화국이 협정을 어기며 총선을 열고 선거 운동을 진행할 때, 자하르첸코는 "이는 우리가 새로운 나라를 만들 역사적 시간이다. 이것은 위대한 목표이다."라고 말했다. OSCE 의장인 디디에 부르칼테르는 "이는 협정 정신에 정면으로 위배되는 행위이며, 상황을 더욱 복잡하게 만들었다."라고 말했다.